# Специальный файл устройства

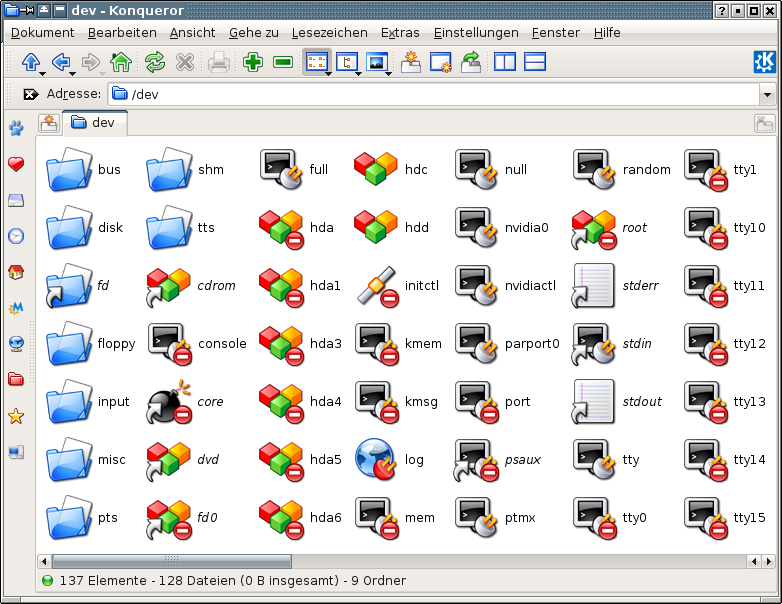
Каталог /dev с файлами устройств

Значок блочных файлов устройств

Значок символьных файлов устройств

Специальный файл устройства, или просто файл устройства (англ. special device file) — это один из типов файлов в Unix-подобной операционной системе, содержащих данные, необходимые для взаимодействия с физическими устройствами, такими как диски и дисководы, принтеры и факсы и т. п. Фактически, специальные файлы устройств являются указателями на драйверы устройств, и когда процесс обращается к файлу устройств, он по сути работает с драйвером этого устройства.

## Характеристика файлов устройств
Поскольку в операционной системе есть разные типы устройств, то и файлы устройств бывают разными. Есть два типа файлов устройств: блочные (англ. block special files) и символьные (character special files). Блочные файлы устройств используются для передачи данных, разделённых на пакеты фиксированной длины — блоки. А символьные файлы устройств используются для небуферизованного обмена данными. Большинство устройств способно принимать и отправлять данные либо блоками (блочные устройства), либо сплошным потоком байтов (символьные устройства), но некоторые (такие как жёсткий диск) сочетают в себе обе эти возможности. Работа с первым типом устройств возможна либо через блочные, либо через символьные файлы, а вот с последним типом — подходят и те и другие.
Для того чтобы операционная система могла определить файл устройства и получить некоторые характеристики о самом устройстве, в файле содержатся три специальных поля: класс устройства, старший номер устройства и младший номер устройства. Класс устройства сообщает, символьное устройство или блочное. В некоторых операционных системах (например, в Linux) есть и дополнительный класс устройств — небуферизованное символьное устройство. Кроме класса, есть ещё и тип устройства, который можно узнать по старшему номеру, например, в Linux-системе 1 означает оперативную память, 2 — дисковод гибких дисков, 3 — первый контроллер для жестких IDE-дисков, и т. д.. В разных операционных системах один и тот же старший номер может указывать на разные типы устройств. Для того чтобы отличить два устройства одного класса и типа, предусмотрели младший номер. Он используется для нумерации устройств с одинаковыми старшими номерами. Например, если в компьютере два одинаковых дисковода, то специальные файлы устройств для них будут содержать один и тот же класс устройства, один и тот же старший номер, но вот младший номер у одного из них будет 0, а у другого — 1.

## Работа с файлами устройств
Файлы устройств размещаются в каталоге /dev или в его подкаталогах.
Узнать информацию о файле устройства можно с помощью команд file и ls.
/dev (от англ. devices — устройства) — каталог в системах типа UNIX, содержащий так называемые специальные файлы — интерфейсы работы с драйверами ядра. Как правило, хотя и не всегда, /dev является обычным каталогом в корневой файловой системе, куда можно (но не нужно) помещать и обычные файлы. Доступ на запись в /dev (то есть право добавлять и перемещать специальные файлы) имеет только суперпользователь. Сами «специальные файлы» простому пользователю могут быть как доступны (терминал, псевдоустройства), так и недоступны (жёсткие диски).

## Примеры содержимого
- /dev/sd буква — жёсткий диск (в системах на ядре Linux)
- /dev/sd буква номер — раздел диска (в системах на ядре Linux)
- /dev/sr номер (/dev/scd номер) — CD-ROM
- /dev/eth номер — сетевые интерфейсы Ethernet
- /dev/wlan номер — сетевые интерфейсы Wireless
- /dev/lp номер — принтеры
- /dev/video номер — устройства изображений, камеры, фотоаппараты и т. д.
- /dev/bus/usb/000/номер — устройство номер на шине USB первого контроллера (000) (в системах на ядре Linux)
- /dev/tty номер — текстовый терминал
- /dev/dsp — звуковой вывод
- /dev/random — случайные данные (псевдоустройство)
- /dev/null — пусто (псевдоустройство)
- /dev/zero — нулевые байты (псевдоустройство)